# Sabine Parish
Das Sabine Parish (frz.: Paroisse de la Sabine) ist ein Parish im Bundesstaat Louisiana der Vereinigten Staaten. Im Jahr 2020 hatte das Parish 22.155 Einwohner und eine Bevölkerungsdichte von 9,9 Einwohner pro Quadratkilometer. Der Verwaltungssitz (Parish Seat) ist Many.

## Geographie
Das Parish liegt im Nordwesten von Louisiana an der Grenze zu Texas. Das Sabine Parish hat eine Fläche von 2620 Quadratkilometern, wovon 379 Quadratkilometer Wasserfläche sind.
Der größte und zugleich namensgebende Fluss im Sabine Parish ist der die Grenze zu Texas bildende Sabine River, der zum Toledo Bend Reservoir aufgestaut wurde.
Das Sabine Parish grenzt an folgende Parishes und Countys:
| Shelby County (Texas) | De Soto Parish |                     |
| Sabine County (Texas) |                | Natchitoches Parish |
| Newton County (Texas) |                | Vernon Parish       |

## Geschichte
Das Sabine Parish wurde 1843 aus Teilen des Caddo Parish und des Natchitoches Parish gebildet und nach dem Sabine River benannt.
Ein Gebäude des Parish hat aufgrund seiner geschichtlichen Bedeutung den Status einer National Historic Landmark, das Fort Jesup. Insgesamt sind sieben Bauwerke und Stätten des Parish im National Register of Historic Places eingetragen (Stand 9. November 2017).

## Demografische Daten

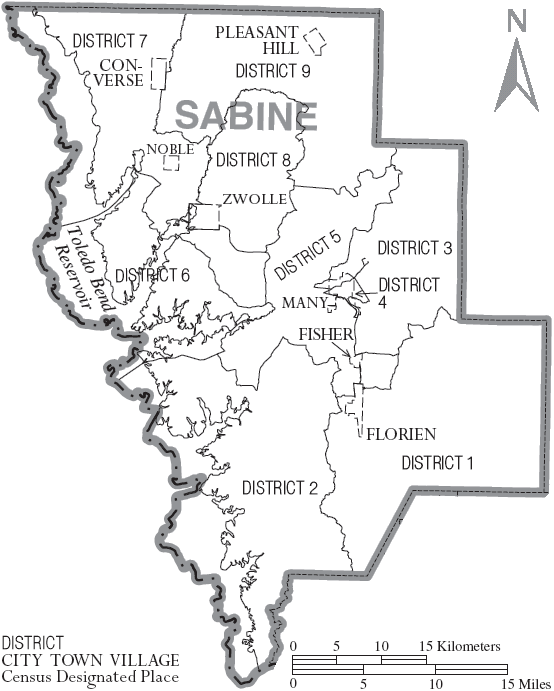
Karte des Sabine Parishes

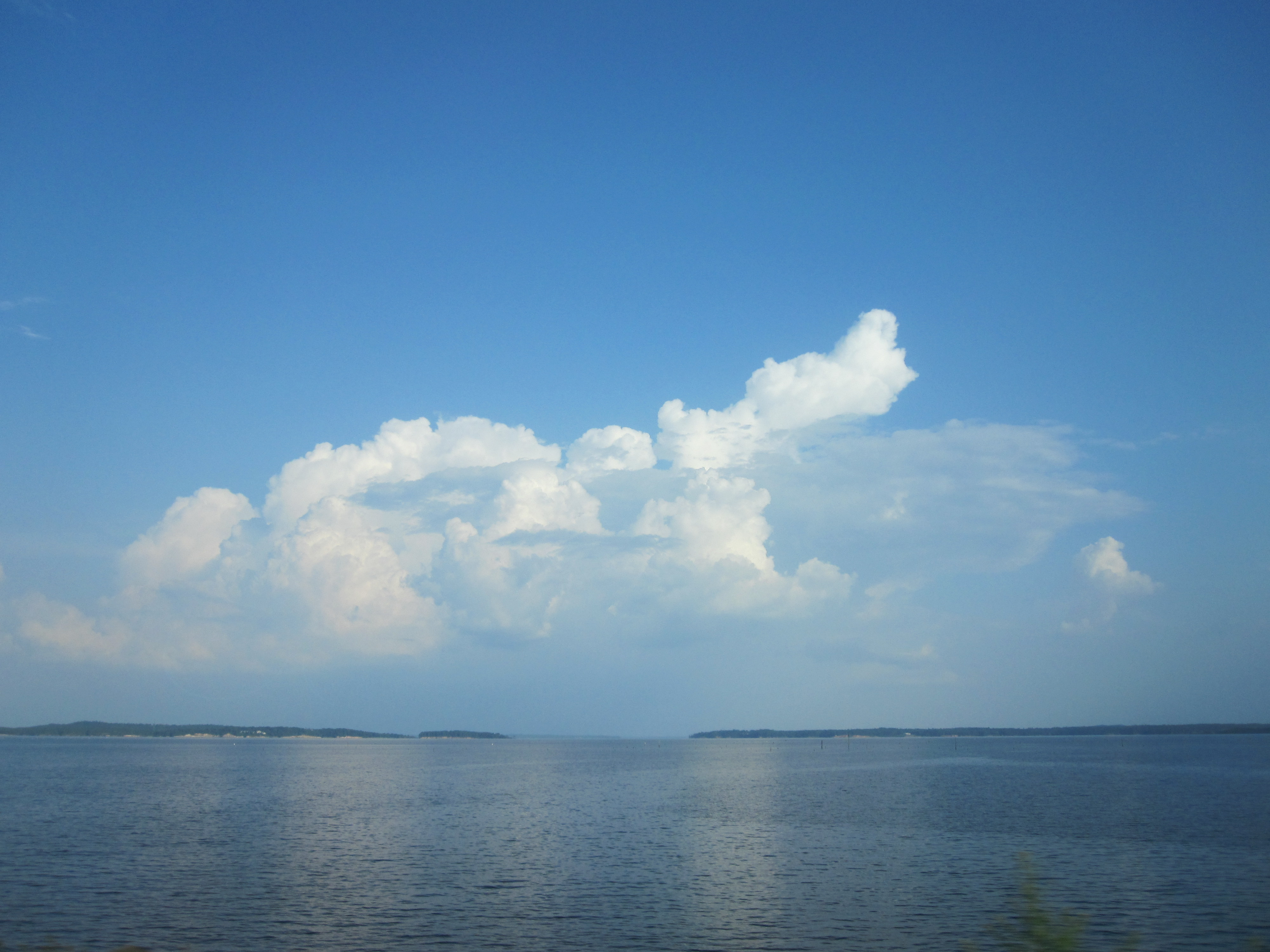
Toledo Bend Reservoir

Nach der Volkszählung im Jahr 2000 lebten im Sabine Parish 23.459 Menschen in 9.221 Haushalten und 6.593 Familien. Die Bevölkerungsdichte betrug 10 Einwohner pro Quadratkilometer. Ethnisch betrachtet setzte sich die Bevölkerung zusammen aus 72,67 Prozent Weißen, 16,87 Prozent Afroamerikanern, 7,79 Prozent amerikanischen Ureinwohnern, 0,15 Prozent Asiaten, 0,02 Prozent Bewohnern aus dem pazifischen Inselraum und 0,32 Prozent aus anderen ethnischen Gruppen; 2,18 Prozent stammten von zwei oder mehr Ethnien ab. 2,74 Prozent der Bevölkerung waren spanischer oder lateinamerikanischer Abstammung, die verschiedenen der genannten Gruppen angehörten.
Von den 9.221 Haushalten hatten 31,4 Prozent Kinder und Jugendliche unter 18 Jahre, die bei ihnen lebten. 55,7 Prozent waren verheiratete, zusammenlebende Paare, 12,0 Prozent waren allein erziehende Mütter, 28,5 Prozent waren keine Familien, 26,0 Prozent waren Singlehaushalte und in 12,8 Prozent lebten Menschen im Alter von 65 Jahren oder darüber. Die Durchschnittshaushaltsgröße betrug 2,50 und die durchschnittliche Familiengröße lag bei 3,00 Personen.
Auf das gesamte Parish bezogen setzte sich die Bevölkerung zusammen aus 26,2 Prozent Einwohnern unter 18 Jahren, 8,3 Prozent zwischen 18 und 24 Jahren, 24,5 Prozent zwischen 25 und 44 Jahren, 24,4 Prozent zwischen 45 und 64 Jahren und 16,5 Prozent waren 65 Jahre alt oder darüber. Das Durchschnittsalter betrug 38 Jahre. Auf 100 weibliche kamen statistisch 95,7 männliche Personen. Auf 100 Frauen im Alter von 18 Jahren oder darüber kamen  92,6 Männer.
Das jährliche Durchschnittseinkommen eines Haushalts betrug 26.655 USD, das Durchschnittseinkommen der Familien betrug 32.470 USD. Männer hatten ein Durchschnittseinkommen von 29.726 USD, Frauen 18.514 USD. Das Prokopfeinkommen betrug 15.199 USD. 16,3 Prozent der Familien 21,5 Prozent der Bevölkerung lebten unterhalb der Armutsgrenze. Davon waren 29,0 Prozent Kinder oder Jugendliche unter 18 Jahre und 17,5 Prozent waren Menschen über 65 Jahre.

## Orte im Parish
- Belmont
- Clare
- Coburn
- Converse
- Corleyville
- Dess
- Esto
- Fisher
- Florien
- Fort Jesup
- Gandy
- Loring
- Many
- Mitchell
- Mount Carmel
- Negreet
- Noble
- Oak Grove
- Peason
- Pleasant Hill
- Rattan
- Sandel
- Sardis
- Spring Ridge
- Toro
- Union Springs
- Zwolle